# Abraham Zevi Idelsohn
Abraham Zevi Idelsohn (אַבְרָהָם צְבִי אידלסון‎ em hebraico; seu nome do meio às vezes aparece também gravado como Zvi, Zwi ou Zebi; (Feliksberg, atual Liepāja, na Letônia do Império Russo, 14 de julho de 1882 – Joanesburgo, África do Sul, 14 de agosto de 1938) foi um proeminente etnologista e musicista judeu, tendo conduzido vários estudos conhecidos sobre a música judaica em todo o mundo.
Idelsohn recebeu aulas de canto quando ainda estava em sua cidade-natal. Trabalhou por um período curto pela Europa e África do Sul antes de emigrar-se à Palestina em 1905 e estabelecer ali uma escola de música judaica em 1919. Três anos depois, em 1922, ele mudou-se para Cincinnati, Ohio, nos EUA, para tomar posse de uma cátedra na Faculdade de Música na Hebrew Union College. Entre seus trabalhos, encontramos Tesouros das Melodias Hebraico-Orientais (10 volumes, 1914-1932) e Música Judaica (1929). Ele é considerado como sendo o autor do texto da famosa música folclórica judaica Hava Nagila.
Ele é o avô materno de Joel Goodman Joffe, Barão de Joffe, representante do Partido dos Trabalhadores (Labour Party) na Câmara dos Lordes, do parlamento britânico.